# 解读希特勒
《解读希特勒》（德語：Anmerkungen zu Hitler，英语：The Meaning of Hitler）是德国记者和作家赛巴斯提安·哈夫纳（原名雷蒙德·普雷策尔）的成名作，1978年在法兰克福和慕尼黑出版。记者马克斯·黑斯廷斯爵士称它是研究希特勒最好的著作之一；爱德华·克兰克肖称其为“相当令人眼花缭乱的卓越分析”。
这本书分析了阿道夫·希特勒的生活和工作，分为七章，每章都论述这个人的不同方面。
这本书是德国的畅销书，并被授予杜塞尔多夫的海涅奖、约翰·海因里希·默克奖、弗里德里希·席勒文学奖，并在2003年死后被授予温盖特文学奖。戈洛·曼称它为一本风趣、原创和澄清的书... 非常适合学校上层讨论 。迪特尔·温德利希称这本书是一本"语言杰作... 不是传记，而是明智和原创的作者的集中思考。

## 摘要

### 生涯
赛巴斯提安·哈夫纳说，希特勒的父亲在人生中取得了些许成功，而希特勒却彻底失败了，然后成功了，然后又失败了。 他的生活中缺乏教育、职业、爱情、友谊、婚姻、父母。伴随着他的职业生涯的，是洁莉·罗包尔、爱娃·勃劳恩和他本人的自杀准备。他的性格中缺少所有柔软可爱的特质，充满了骄傲和仇恨。

### 成就
哈夫纳认为希特勒在1933年就职后，在经济和军事政策上创造了许多奇迹。.90%的德国人赞成，如果他在1938年去世，将会被人们铭记为有史以来最伟大的德国人之一。 很少有人注意到他解散了国家，隐瞒了由此造成的混乱。从长远来看，他的成就一无所获。

### 成功
哈夫纳说，在1939年以前，希特勒的所有外交政策都是没有流血就取得了成功。从那时起到1941年，他也是一个成功的战争领袖。他对俄国的攻击开始了他的衰落，失败、成功、然后再次失败的模式在历史上是独一无二的。

### 错误
据哈夫纳说，希特勒相信国家之间不断的达尔文主义权力斗争, 把德国变成了一个战争机器。。对于希特勒来说，紧急情况是常态。犹太人作为国际主义者，没有参加国与国之间的这场斗争，不得不在“谋杀无助者”中被淘汰。

### 失策
据塞巴斯蒂安·哈夫纳说，希特勒实现了与他宣称的目标完全相反的目标。德国没能变得伟大起来，而是被占领和分裂。犹太人没有被消灭，而是建立了自己的国家。共产主义没有被打败，相反，霸权从欧洲转移到了美国和苏联。欧洲殖民帝国解体了：今天的世界，不管我们喜欢与否，都是希特勒的作品。
当德国未能达到他对征服的期望时，希特勒希望它被消灭。 

### 罪行
哈夫纳声称希特勒是一个罪犯，为了自己的满足而杀害了数百万人。他不能与亚历山大大帝或拿破仑并列，只能与克里彭或克里斯蒂并称。他的受害者包括残疾人、吉普赛人、波兰人、俄罗斯人和犹太人。1941年12月，他放弃了征服世界的目标，转而支持最终解决方案–消灭犹太人。

### 背叛
哈夫纳认为，从1944年10月起，希特勒通过消除德国国内的温和反对派，来故意延长战争。他这样做背叛了德国人民，他的“战斗到底”创造了一个“令人振奋的传奇”，但摧毁了德国作为一个统一的国家。 突出部之役让俄国人接管柏林，让俄国在战后欧洲占据上风。希特勒说，“未来完全属于来自东方的更强大的国家”。哈夫纳声称，这样做的影响之一是，在希特勒之后，德国人不再敢成为爱国者，不知道这种反爱国主义到底在多大程度上实现了希特勒的最后愿望。